# 張正男
張正男（もしくは張政男、チャン・ジョンナム）は、朝鮮民主主義人民共和国の軍人、政治家。朝鮮労働党中央委員会政治局委員候補、朝鮮民主主義人民共和国国務委員会委員。最高人民会議法制委員会委員長、社会安全相、人民武力部長、朝鮮民主主義人民共和国国防委員会委員、朝鮮労働党中央軍事委員会委員などを歴任した。朝鮮人民軍における軍師称号（階級）は上将。

## 略歴
2002年4月に少将、2011年11月に中将に昇進し、2012年12月に江原道の第1軍団長を務めていたことが確認された後、2013年5月に、8ヶ月で交代となった金格植の後任として人民武力部長に就任した。この時は上将の階級であった。
2013年8月29日付『労働新聞』の金正恩のサッカー観戦を報じる記事の中では、朴奉珠、崔竜海、張成沢、李永吉に続く序列5位で掲載された。同年11月から12月には大将の階級に昇進していることが確認されている。
2014年2月4日の朝鮮中央テレビの放送で再び上将の階級章を着けていることが確認され、大将から降格されたとみられた。
同年3月に行われた第13期最高人民会議代議員選挙で代議員に選出され、同年4月9日に行われた第13期最高人民会議第1回会議で国防委員会委員に選出された。名簿・写真順では国防委員会副委員長の呉克烈の次、委員のうちでは最初に掲載された。またこの際に発表された写真では大将の階級章を付けていることが確認されている。同年4月27日の朝鮮中央通信の報道により、朝鮮労働党中央軍事委員会委員に就任していたことが判明した。
同年6月25日、前日の24日に開催された軍民決起集会を報じる朝鮮中央放送の報道で玄永哲が人民武力部長として紹介されたことで、同月中に張正男が同職を解任されていたことが判明した。また同年7月29日に朝鮮中央通信の公式サイトに掲載された写真で、張が上将に降格されたことが確認されており、軍団長に左遷されたとみられている。
2014年9月25日、第13期最高人民会議第2回会議で国防委員を解任された。
2016年5月に開催された朝鮮労働党第7次大会で同党中央軍事委員会の名簿に掲載されず、中央軍事委員会委員からの退任が確認された。
2021年9月に、社会安全相、朝鮮労働党中央委員会政治局委員候補への就任が確認された。同年9月29日に開かれた最高人民会議第14期第5回会議第2日会議で国務委員会委員、最高人民会議法制委員会委員長に補欠選挙されたが、12月27日から開催された党中央委員会第8期第4回総会で社会安全相を解任された。
2022年9月8日に開催された最高人民会議第14期第7回会議第2日会議で最高人民会議法制委員会委員長を解任された。